# Тарадаш, Даниэль
Даниэль Тарадаш (англ. Daniel Taradash, 29 января 1913, Луисвилл, Кентукки — 22 февраля 2003, Лос-Анджелес, Калифорния) — американский сценарист, лауреат премии «Оскар» за лучший адаптированный сценарий.
Двадцатый президент Американской киноакадемии.

## Биография
Даниэль Тарадаш родился в Луисвилле, штат Кентукки, в семье богатого еврейского фабриканта одежды. Он вырос в Чикаго и Майами-Бич. Учился в Гарвардском университете, где познакомился со своим будущим творческим партнёром, продюсером Жюлем Блаустайном. Получил диплом юриста, но решил не делать карьеру в адвокатуре — когда его пьеса «Милосердие» выиграла конкурс «Бюро новых пьес» 1938 года (двумя предыдущими победителями были Артур Миллер и Теннесси Уильямс), он выбрал другую карьеру. Тарадаш переехал в Голливуд, где получил работу сценариста. Его первой работой было участие в коллективе из четверых сценаристов, создававших экранизацию пьесы Клиффорда Одетса «Золотой мальчик».
Его творческая карьера была прервана Второй мировой войной — Тарадаш служил в армии США и прошел обучение по программе кандидата в офицеры связи. В дальнейшем он работал сценаристом и продюсером обучающих фильмов для армии и мотивирующих фильмов для тружеников тыла.
После войны Тарадаш попытался добиться успеха на Бродвее с американской версией политической пьесы Жан-Поля Сартра «Грязные руки», но шоу продержалось недолго, и он вернулся в Голливуд. Он имел больший успех в качестве соавтора (с Джоном Монксом-младшим) фильма Хамфри Богарта «Стучись в любую дверь» (1949). Успех продолжили вестерн Фрица Ланга «Пресловутое ранчо» и психодрама «Можно входить без стука» (оба 1952).
Экранизация Джеймса Джонса «Отныне и во веки веков» (1953) имела большой успех, она принесла Тарадашу «Оскар» и премию Гильдии сценаристов США.
Даниэль Тарадаш был двадцатым президентом Академии кинематографических искусств и наук с 1970 по 1973 год. В 1972 году он представил Чарли Чаплина при легендарном появлении Чаплина на 44-й церемонии вручения премии «Оскар» и вручил ему «Оскар» за выдающиеся заслуги в кинематографе.
Тарадаш умер в Лос-Анджелесе от рака поджелудочной железы, оставив вдову, двух дочерей и сына.

## Фильмография
- За любовь или деньги / For Love or Money (1939)
- Золотой мальчик / Golden Boy (1939)
- Частица небес / A Little Bit of Heaven (1940)
- Петля висит высоко / The Noose Hangs High (1948)
- Стучись в любую дверь / Knock on Any Door (1949)
- Пресловутое ранчо / Rancho Notorious (1952)
- Можно входить без стука / Don’t Bother to Knock (1952)
- Отныне и во веки веков / From Here to Eternity (1953)
- Любовь императора Франции / Désirée (1954)
- Пикник / Picnic (1955)
- Центр бури / Storm Center (1956) (сценарист и режиссёр)
- Колокол, книга и свеча / Bell, Book and Candle (1958)
- Моритури / Morituri (1965)
- Альварес Келли / Alvarez Kelly (1966)
- Гавайи / Hawaii (1966)
- Охрана замка / Castle Keep (1969)
- Жёны докторов / Doctors' Wives (1971)
- Обратная сторона полуночи / The Other Side of Midnight (1977)
- Отныне и во веки веков / From Here to Eternity (1979) (мини-сериал)